# 倒鳞鳞毛蕨
倒鳞鳞毛蕨（学名：Dryopteris reflexosquamata）为鳞毛蕨科鳞毛蕨属下的一个种。

## 扩展阅读
- 維基物種上的相關：倒鳞鳞毛蕨